# Affichage radar
Un affichage radar est un système électronique servant à présenter les données obtenues par un système radar à un opérateur. En effet, le faisceau émis est en partie retourné par des cibles. L'intensité la position et la vitesse de ces dernières sont analysés par le programme de réception qui les convertit en signal vidéo.
Différents systèmes d'affichage ont été imaginés dès le début du radar pour permettre l'affichage analogique des données sur des écrans cathodiques. Chaque affichage avait une configuration particulière qui dépendait de l'utilisation désirée. Les radars modernes utilisent maintenant une conversion numérique des données et divers types d'images matricielles pour afficher des cartes similaires.

## Oscilloscopes

Oscilloscope relié à deux générateurs de fonctions sinusoïdales en quadrature dessinant un cercle sur l'écran.

Tous les affichages des premiers radars étaient conçus autour d'oscilloscopes modifiés avec différents types d'entrées. Grossièrement un oscilloscope est constitué d'un tube cathodique avec trois entrées reliées à des sources de tensions électriques variables. Les tensions sont amplifiées et envoyées sur une des bobines de déflexion qui contrôle la position du « spot » (point lumineux) sur l'écran. Ces canaux sont également pourvus d'une source de tension de polarisation pour amener le spot à sa position de repos. En faisant varier la tension envoyée sur les entrées, le faisceau d'électrons peut se déplacer en dessinant une image sur l'écran.
Les afficheurs des radars utilisent sur l'une de leurs entrées la sortie de leur récepteur radio. Au tout début, ces signaux étaient envoyés dans les entrées X et Y pour déplacer le spot sur l'écran et indiquer la présence d'un écho. Les radars plus modernes sont généralement dotés d'une antenne rotative (ou, au moins, capable de se déplacer) pour observer une plus grande partie du ciel et dans ce cas, les entrées X et Y sont assujetties électroniquement au mouvement mécanique de l'antenne. Les paragraphes ci-dessous décrivent sommairement les différentes manières de relier ces signaux aux entrées et le type d'affichage qui en résulte.

## Affichage A

Principe de l'affichage de type A : déplacement du curseur vers la droite pendant que le radar balaie, impulsion verticale quand un écho est reçu

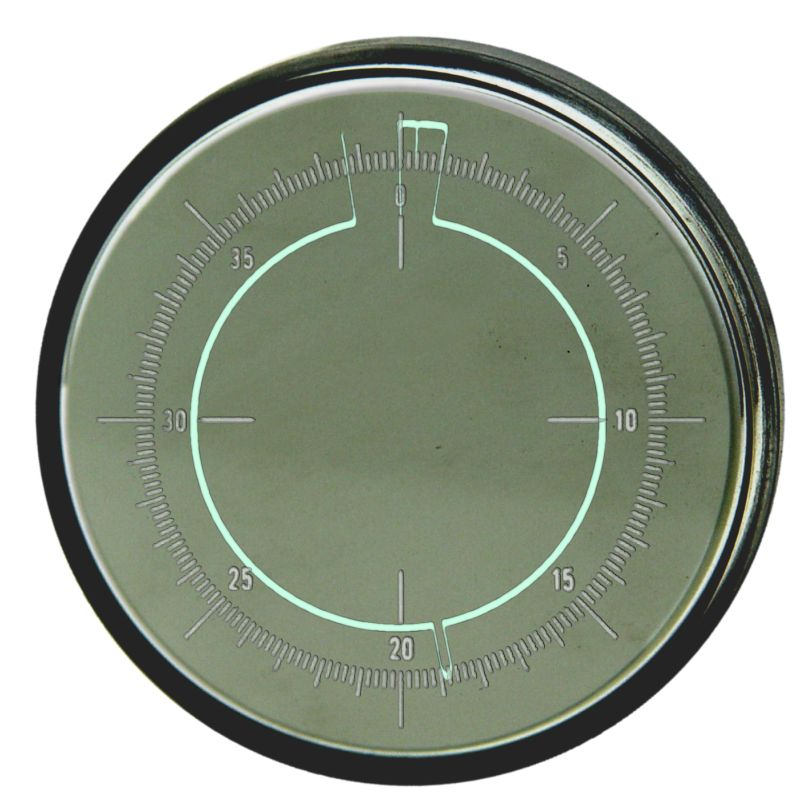
Affichage J.

Le premier affichage radar était l’affichage A (en anglais « A-scope ») qui donnait la distance de la cible sur une échelle. Ces afficheurs, également appelés « R-scopes » pour Range Scopes (afficheurs de distance), opérait en une seule dimension (1D). Pour obtenir un affichage de type A on relie l'axe des X à un générateur de signal en dents de scie ce qui a pour effet de déplacer le spot lumineux le long d'une ligne à une vitesse donnée. Le début d'un balayage est couplé à l'envoi d'une pulsation du radar vers l'antenne et la vitesse du balayage est réglée de telle sorte que le temps pour le spot d'arriver du côté opposé de l'afficheur (généralement à droite) corresponde au temps le plus long de retour de l'écho. Le signal reçu était amplifié puis envoyé sur la bobine qui commande l'axe des Y, ainsi le spot faisait un saut vertical détectable par l'opérateur (« blip » ou « pip »).
Étant donné que le blip apparaît sur l'axe des X à une position qui est fonction du temps, et que le temps de retour du signal dépend de la distance de la cible, l'endroit où apparaît le blip sur l'axe des X donne directement la distance de la cible qui se lisait généralement sur une échelle située sous l'afficheur. De plus, la taille selon l'axe des Y du blip étant proportionnelle à la force de l'écho reçu donne des indications sur le nombre et la taille des cibles.
Une autre version de l’affichage A était utilisée sur les premiers radars américains et allemands, le « J-scope ». Le concept était le même mais au lieu de lire la distance sur une échelle linéaire, on faisait tourner un rayon sur l'afficheur et on lisait le blip sur une échelle circulaire. Ce système permettait une meilleure précision car l'échelle complète avait la longueur de toute la circonférence de l'afficheur au lieu d'être limitée à un diamètre ; elle était donc {\displaystyle \pi } fois plus longue. Une version électromécanique du J-scope a survécu jusqu'à récemment sur les sondeurs de fond utilisés par la navigation de plaisance.
L’affichage de type L est également un affichage de type A avec un rotation de 90° vers la gauche. Il indique principalement un écho bipolaire. Il était utilisé dans les radars aéroportés et offrait une meilleure vue d'ensemble car la distance était affichée dans la direction du vol.
L’affichage hauteur et distance (anglais « HR-scope ») était un type A modifié utilisé par quelques radars anciens, en particulier dans le Chain Home. Il affichait le retour de deux antennes distinctes sur le même écran, les antennes étant décalées verticalement. En comparant les forces des deux blips la hauteur de la cible pouvait être déterminée avec une bonne précision. Le nom de « HR » vient de l'anglais height-range (valeur de la hauteur).
Une version assez similaire du type A était couramment utilisée par les radars embarqués pour l'observation du sol. Dans ce cas deux antennes de réception étaient couplées à un seul réflecteur commun, l'une pointée légèrement à gauche, l'autre légèrement à droite de l'axe de l'avion. La réception de ces deux antennes, à l'aide du basculement de diagramme radiatif ou « lobe switching », était affichée sur les côtés gauche et droit d'un affichage de type A disposé verticalement et la distance de la cible était lue comme dans le modèle simple. Cependant, le déplacement de la cible d'un côté ou de l'autre de l'avion faisait que le blip était plus important d'un côté que de l'autre ce qui permettait à l'opérateur de facilement faire valoir des caps successifs pour intercepter la cible. Ce type d'affichage est parfois appelé « ASV-scope », mais ce n'est pas d'usage courant.

## Affichage B

Affichages de « type E » à gauche et de « type B » à droite.

Un affichage de type B (en anglais « B-scope ») donne une représentation de l'espace en deux dimensions (2D) dont, généralement, l'axe vertical représente la distance et l'axe horizontal l'azimut. Ce type d'affichage était courant sur les radars aéronautiques embarqués dans les années 1950 et 1960. Les radars étaient alors déplacés horizontalement, et parfois verticalement, de façon mécanique. L'afficheur du type B donnait donc une « tranche » de l'espace de part et d'autre de l'avion suivant le balayage du radar. Le spot balayait l'écran verticalement — de la même manière qu'il balayait l'écran horizontalement sur le type A — et affichait donc les distances selon cette ligne verticale. Ce signal était mélangé avec une tension électrique variable dont la variation était produite mécaniquement par le déplacement de l'antenne et était fonction de son angle. On obtenait ainsi un type A dont la ligne des distances était verticale et se déplaçait de droite à gauche et de gauche à droite en fonction des mouvements du radar. Le signal radio renvoyé par la cible (écho) était injecté sur l'entrée commandant l'intensité du spot, cette brillance indiquait la présence d'un écho.
Un affichage de type E (en anglais « E-scope ») est un type B qui affiche la distance et l'angle d'élévation au lieu de la distance et de l'azimut. Le mode opératoire est le même que pour le type B. Le « E » de E-scope vient de l'initiale de « élévation ». Ils sont généralement utilisés sur les radars de site qui sont semblables aux radars embarqués mais qui balayent verticalement et non horizontalement. Le plus souvent, le tube cathodique est tourné de 90 degrés pour que l'élévation soit lue sur une échelle verticale et soit en meilleure adéquation avec la réalité.
L’affichage H (en anglais « H-scope ») est une autre version du B qui affiche à la fois le site et l'azimut en plus de la distance. L'information d'élévation est indiquée en traçant un deuxième blip séparé du blip de la cible d'une courte distance. La pente de la ligne qui relie les deux blips indique l'élévation relative de la cible par rapport au radar. Par exemple, si le deuxième blip est déplacé directement sur la droite, la ligne serait horizontale et on en déduirait que la cible est à la même hauteur que le radar. Le décalage est généré en divisant le signal radio en deux et on retarde légèrement un des signaux si bien qu'il apparait décalé sur la ligne des temps. La longueur du retard est donnée par une tension électrique qui varie avec la position verticale de l'antenne. Ce type d'affichage peut-être ajouté à presque tous les autres affichages et est souvent appelé « affichage double dot » (c'est-à-dire : double point).

## Affichage C

Affichages de « type C »

L’affichage C (en anglais « C-scope ») donne une vue circulaire de l'élévation ({\displaystyle \epsilon }) par rapport à l'azimut ({\displaystyle \beta }). Le blip s'affiche en indiquant la direction de la cible par rapport à l'axe central du radar ou, plus généralement, de l'avion ou de l'arme auquel il est couplé. La distance est généralement affichée séparément, souvent sous forme d'un chiffre sur le côté de l'afficheur.
L’affichage G (« G-scope ») est presque identique au C, mais il superpose sur l'affichage une représentation graphique de la distance de la cible. il s'agit d'une ligne horizontale qui grossit à partir du blip indiquant la cible et forme un diagramme en forme d'ailes (comme une silhouette d'avion). Les ailes deviennent plus longues à courte distance pour indiquer que la cible se rapproche. On ajoute souvent un indicateur précisant le moment où il faut tirer. Cet indicateur est formé de deux lignes courtes disposées verticalement de part et d'autre du point central de l'afficheur. Pour faire une interception le pilote dirige son avion jusqu'à ce que le blip soit centré et continue son approche jusqu'à ce que les ailes remplissent toute la zone entre les deux indicateurs verticaux.
Ce système d'affichage recrée un dispositif optique couramment utilisé dans les viseurs où le pilote devait se diriger vers les ailes visibles de la cible et faire feu quand les ailes remplissaient un cercle dessiné dans le viseur. Le système permettait au pilote d'estimer sa distance par rapport à la cible. Cependant, dans ce cas, la distance était mesurée directement par le radar et l'affichage ne faisait qu'imiter le système optique pour garder un air de famille entre les deux dispositifs.

## Affichage Hauteur-Distance

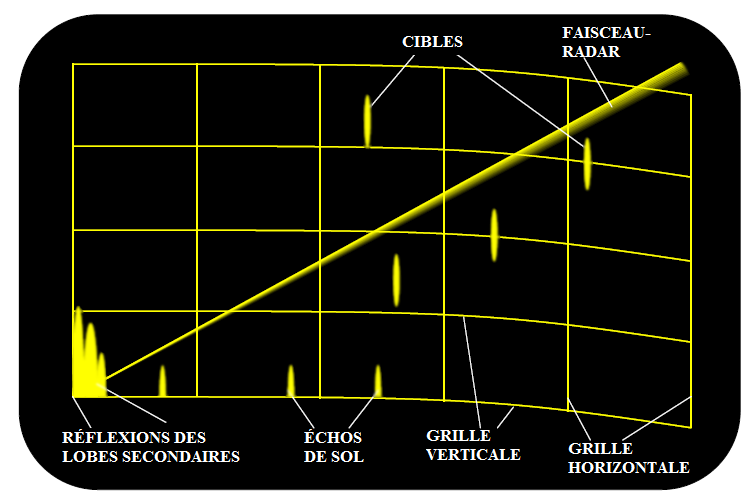
Affichage RHI

L’affichage de hauteur et de distance, souvent connu par son sigle anglais de « RHI » (Range Height Indicator), est utilisé par les radars de site pour afficher la hauteur et la distance des cibles. Ce type d'affichage est parfois appelé « B-scopes » ce qui prête à confusion.
L’image RHI comporte un axe horizontal donnant la distance au radar et un axe vertical donnant la hauteur par rapport au sol, avec le radar se trouvant dans le coin inférieur gauche. Le balayage de l’écran est synchronisé avec le déplacement du faisceau radar qui débute à la verticale et descend vers l’horizon. Sur l’affichage, la ligne qui représente le faisceau apparaît donc comme une ligne balayant de l’axe vertical à gauche vers l’axe horizontal en utilisant comme point d’ancrage le coin inférieur gauche.
Les échos radar apparaissent comme des bandes lumineuses verticales et la portion la plus intense représente la position des cibles. Des axes gradués en arrière-plan permettent d’estimer l’altitude et la distance de celles-ci. Il est à noter que les axes de distances sont courbés, suivant le trajet du faisceau radar au-dessus de la courbure de la Terre.

## Plan Position Indicator

Affichage de type PPI en action

La vue panoramique à angle d'élévation constant, plus connu par son nom anglophone de Plan Position Indicator ou PPI, restitue une vue en deux dimensions de l'espace à 360 degrés autour du radar. La distance du spot à partir du centre de l'afficheur donne une indication de la distance et l'angle correspond à l'azimut de la cible. La position de l'antenne est représentée par une ligne qui part du centre et va jusqu'à la circonférence de l'écran (rayon) et qui tourne à la même vitesse que l'antenne. C'est, en fait, un affichage de type B permettant un affichage sur 360 degrés. Les échos se retrouvent de plus en plus en latitude avec la distance au radar. Le PPI est l'idée qu'on se fait généralement de l'affichage d'un radar et il a été largement utilisé pour le contrôle du trafic aérien jusqu'à l'apparition de l'affichage par image matricielle dans les années 1990.
En fait les afficheurs PPI sont dans la même lignée que les affichages de type A et sont apparus assez rapidement après l'arrivée du radar. Comme pour la plupart des afficheurs radar en deux dimensions, la sortie du récepteur radio était reliée à l'entrée « intensité » pour tracer un point lumineux représentant la réception de l'écho. Dans le type A un générateur de tension en dents de scie relié à l'axe des X déplaçait le spot selon une ligne à travers l'écran, alors que dans le cas du PPI on utilise la sortie de deux générateurs pour faire tourner la ligne autour de l'axe central de l'écran. Les premiers systèmes étaient mécaniques et on faisait tourner physiquement les bobines de déflexion, mais le système électronique qui permet d'assurer le même résultat sans pièces mobiles étant relativement simple, il a fait son apparition dès le début des années 1940.
La vue panoramique à altitude constante (plus connu par  son sigle en anglais CAPPI) est une variante développée pour le radar météorologique par des chercheurs canadiens. Il s'agit d'une coupe horizontale à une altitude donnée des données recueillies par le balayage de plusieurs PPI à des angles d'élévation différents. Les valeurs PPI à chaque distance du radar qui sont le plus près de l'altitude de la coupe sont utilisées pour confectionner l'image. Le CAPPI a été développé pour pallier certains défauts du PPI qui est fortement affectée par les échos de sol près du radar.

## Affichage Beta

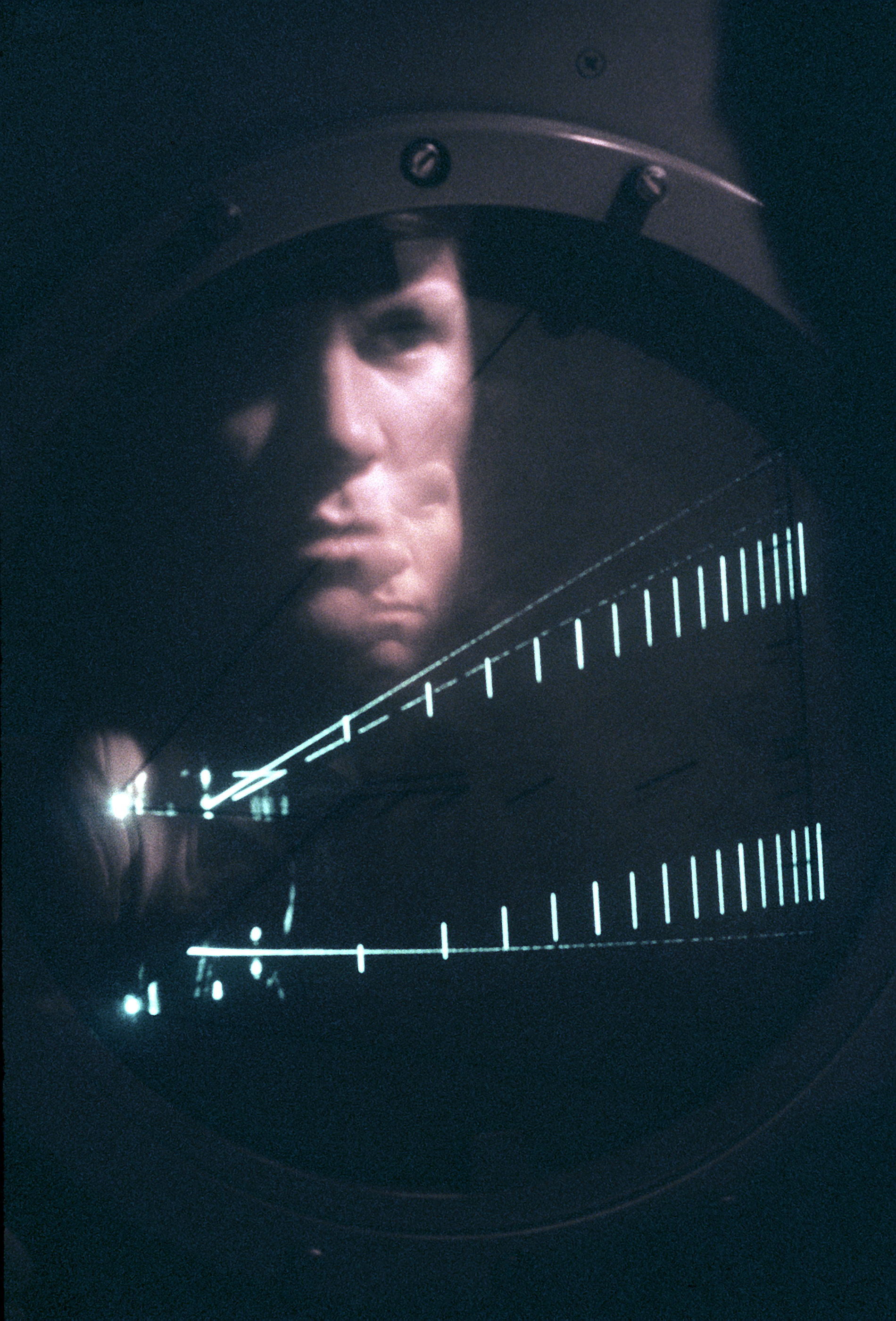
Image d'un contrôleur aérien de l'US Air Force réfléchie dans un radar d'approche de précision (1980).

L’affichage Beta (en anglais « Beta Scan Scope ») est un affichage spécialisé utilisé dans les radars d'approche de précision. Il affiche deux lignes, la ligne supérieure donnant l'approche verticale (Instrument Landing System) et la ligne inférieure l'approche horizontale. Un marqueur indique le point de toucher des roues souhaité sur la piste et souvent ces lignes sont incurvées vers le centre de l'écran pour indiquer cette position. L'avion produit un blip qui sera également affiché sur l'écran en superposition respectivement sur chacune des deux lignes. La déviation par rapport à l'axe de l'approche pour l'atterrissage peut être ainsi aisément détectée et relayée au pilote.